# Pierre Lartigue (écrivain)
Pour les articles homonymes, voir Pierre Lartigue.
Pierre Lartigue est un poète, romancier et essayiste français, né le 24 avril 1936 à Dammarie-les-Lys et décédé le 16 juin 2008 à Paris.

## Biographie
Enfance à Melun (la forêt de Fontainebleau). Vacances dans les lieux familiaux en Charente (Port des Barques, Rochefort).
Après des études secondaires au lycée de La Rochelle, il se met à écrire, parallèlement à son travail de professeur d'espagnol.
En décembre 1965, il fait partie des six poètes pour lesquels Louis Aragon organise une soirée baptisée « Six poètes et une musique de maintenant » au Théâtre Récamier, à Paris.
En 1969, il devient membre du comité de rédaction de la revue Action poétique. Passionné de danse, il participe à la création de la revue Avant Scène/Ballet Danse et écrit plusieurs ouvrages sur le sujet.
Il est également l'auteur de plusieurs traductions et a collaboré à la rubrique culturelle de L'Humanité.
Il est invité d'honneur de l’Oulipo en 1991.
Voyages en Asie, Bali, Inde (festival de danse de Chennai 1997), Cambodge, Birmanie (2006).

## Œuvres
- Poèmes en marge des regrets, Paris, in Action poétique #36, p. 34-39, 1968, 74 p.
- Demain la veille, Paris, Action poétique, 1977 (ASIN B0014L2K7U)
- Ce que je vous dis trois fois est vrai, Marseille, Éditions Ryôan-Ji, 1982 (réimpr. 2008, Actes Sud), 60 p.
- Plaisir de la danse, suivi de Une histoire du ballet, Paris, Éditions La Farandole, 1983, 125 p. (ISBN 978-2-7047-0326-5)
- Beaux inconnus, Paris, Éditions Gallimard, coll. « Blanche », 1988, 236 p. (ISBN 978-2-07-071238-0)
- Le second XVIe siècle, plumes et rafales, 1550-1600, Paris, Éditions Hatier, 1990, 224 p. (ISBN 978-2-218-02742-0)
- L'art de la pointe, Paris, Éditions Gallimard, coll. « L'un et l'autre », 1992, 137 p. (ISBN 978-2-07-072616-5)
- Antonio Gades, le Flamenco, Paris, Albin Michel, coll. « L'avant scène », 1992, 107 p. (ISBN 978-2-900130-05-6)avec des photos de Colette Masson
- La Danse, Paris, Collectif, Éditions Jean-Michel Place, coll. « Revue d'esthétique », 1992, 152 p. (ISBN 978-2-85893-153-8)
- Barcelone, Seyssel, France, Éditions Champ Vallon, coll. « Des villes », 1993, 118 p. (ISBN 978-2-87673-097-7)
- L’hélice d’écrire : la sextine, Paris, Les Belles Lettres, coll. « Architecture du verbe », 1994, 312 p. (ISBN 978-2-251-49000-7)
- La jolie morte, Paris, Éditions Stock, 1995, 265 p. (ISBN 978-2-234-04503-3)
- Amélie, Paris, Tschann Éditeur, 1995
- Un soir, Aragon..., Paris, Les Belles Lettres, coll. « Architecture du verbe », 1995, 156 p. (ISBN 978-2-251-49002-1)
- L.H.O.O.Q., Paris, Librairie Tschann, 1998
- L’Inde au pied nu, Paris, Éditions La Bibliothèque, coll. « Écrivains voyageurs », 2000, 170 p. (ISBN 978-2-909688-22-0)
- Une Cantine de comptines, Paris, Les Belles Lettres, coll. « Architecture du verbe », 2001, 250 p. (ISBN 978-2-251-49015-1)
- La Forge subtile, Cognac, France, Les Éditions Le Temps qu'il fait, 2001, 120 p. (ISBN 978-2-86853-326-5)
- Musicienne du silence : La Pietà d'Avignon, Paris, Le Passage, 2002, 87 p. (ISBN 978-2-84742-004-3)
- Léger, légère, Paris, Éditions La Bibliothèque, coll. « Les billets de la bibliothèque », 2003, 202 p. (ISBN 978-2-909688-30-5)
- Rrose Sélavy, et cætera, Paris, Le Passage, 2004, 192 p. (ISBN 978-2-84742-043-2) prix du Petit Gaillon
- Le Ciel dans l'eau : Angkor, Paris, Éditions La Bibliothèque, coll. « Écrivains voyageurs », 2005, 171 p. (ISBN 978-2-909688-37-4)
- L'or et la nuit : Birmanie, Cambodge, Les Nymphéas, Paris, Éditions La Bibliothèque, coll. « Écrivains voyageurs », 2008, 134 p. (ISBN 978-2-909688-46-6)
- Des fous de qualité, Paris, Éditions Gallimard, coll. « Blanche », 2009, 432 p. (ISBN 978-2-07-012503-6)
- Des poèmes comme des îles, Caluire et Cuire, Sous le Sceau du Tabellion, 2019, 125 p.

Carnets et autres documents déposés à la Bibliothèque Littéraire Jacques Doucet